# خفاش‌های دریایی
 خفاش‌های دریایی (نام علمی: Ogcocephalidae) نام یک تیره از راسته قلابچه‌ماهی است.